# Impact de Montréal U23
Maillots
Dernière mise à jour : 23 février 2015.
L'Impact de Montréal U23, anciennement Impact de Montréal U21, est une des équipes de jeunes du club professionnel de soccer de l'Impact de Montréal.
L'équipe U23 est l'équipe phare de l'Académie de l'Impact de Montréal. Depuis sa création, elle affronte régulièrement les équipes de Ligue universitaire de soccer du Québec dans des rencontres hors-compétition. Après avoir évolué dans la Ligue canadienne de soccer de 2010 à 2012, elle concourt en 2014 au championnat amateur américain de PDL.

## Historique
En 2009, le club de LCS de l'Attak de Trois-Rivières prend un virage dans sa politique et se concentre sur la formation de jeunes joueurs au Québec. Il devient ainsi de façon informelle le club école de l'Impact de Montréal, le club québécois évoluant au plus haut niveau.
Le 17 mars 2010, l'Impact annonce simultanément la création de son académie et l'acquisition d'une franchise en LCS pour en faire son club-école pour les joueurs de 17 à 21 ans. Philippe Eullaffroy est nommé à la tête de ces deux nouvelles structures.
- 2012 : l'équipe première de l'Impact accède à la MLS

Le 8 janvier 2013, Wilfried Nancy succède à Eullaffroy à la tête de l'équipe tandis que son prédécesseur devient le premier adjoint du nouvel entraineur-chef de l'équipe première Marco Schällibaum. Trois semaines plus tard, l'Impact U21 se retire de la Ligue canadienne de soccer à la suite d'un scandale de matchs truqués.
Après n'avoir participé qu'à des matchs amicaux en 2013, l'équipe U21 devient l'Impact U23 et intègre la PDL en 2014, le circuit amateur de plus haut niveau des États-Unis. Philippe Eullaffroy retrouve alors son poste d'entraineur-chef avec pour adjoint Simon Gatti, Jack Stern comme entraineur des gardiens et Yannick Girard comme préparateur physique.
L'équipe U23 fusionne avec l'équipe réserve pour évoluer en USL pour la saison 2015 sous le nom de FC Montréal.

## Résultats
| Saison | Division | Ligue | Championnat | Série           |
| ------ | -------- | ----- | ----------- | --------------- |
| 2010   | 3        | LCS   | 9e/13       | Non qualifié    |
| 2011   | 3        | LCS   | 6e/14       | Quart-de-finale |
| 2012   | 3        | LCS   | 2e/16       | Finale          |
| 2013   | .        | n.i.  | .           | .               |
| 2014   | 4        | PDL   | 4e/8        | Non qualifié    |